# Пригородное (Пензенская область)
При́городное — село в Сердобском районе Пензенской области. Административный центр Пригородного сельсовета.

## География
Село находится в юго-западной части Пензенской области, на берегу реки Сердоба, на расстоянии примерно 1 км (по прямой) к югу от города Сердобск, административного центра района.

### Часовой пояс
Село Пригородное, как и вся Пензенская область, находится в часовой зоне МСК (московское время). Смещение применяемого времени относительно UTC составляет +3:00.

## Население
| 1816  | 1859  | 1877  | 1886  | 1897  | 1911  | 1926  |
| ----- | ----- | ----- | ----- | ----- | ----- | ----- |
| 3077  | ↗4207 | ↗4307 | ↗4710 | ↗5320 | ↗6433 | ↗7464 |
| 1928  | 1939  | 1959  | 1979  | 1989  | 1998  | 2002  |
| ↗9365 | ↘3243 | ↗4833 | ↗6218 | ↘5871 | ↗6333 | ↘5525 |
| 2010  | 2021  |       |       |       |       |       |
| ↘5279 | ↘4438 |       |       |       |       |       |

### Национальный состав
Согласно результатам переписи 2002 года, в национальной структуре населения русские составляли 98 % из 5525 чел.

## Улицы
| - ул. 60 лет СССР, - ул. Заречная, - ул. Зелёная, - ул. Косой, - ул. Заречная, - пер. Заречный, - ул. Колхозная, - пер. Колхозный, | - ул. Кочкари, - ул. Куликовка, - ул. Ленинградская, - ул. Луговая, - ул. Макаровка, - ул. Макаровский, - ул. Мареновка, - ул. Новобольшая, | - пер. Новобольшой, - пер. Новосельский, - ул. Октябрьская, - пер. Октябрьский, - ул. Орловка, - пер. Орловский, - ул. Пески 1-я, - пер. Пески 1-й, | - ул. Пески 2-я, - ул. Полянская, - ул. Привольная, - ул. Скворцовка, - ул. Счастливая, - пер. Счастливый, - ул. Тепличная, - ул. Тупор, | - ул. Ударная, - пер. Ударный, - ул. Чижановка, - ул. Широкая, - пер. Широкий, - пл. Школьная, - ул. Юбилейная, - пер. Юбилейный. |